# Xylocopa valga
Pour l’article homonyme, voir Xylocopa violacea.
Espèce
Statut de conservation UICN

 LC  : Préoccupation mineure
Xylocopa valga est une espèce d'abeilles charpentières du genre Xylocopa, très proche du xylocope violacé (Xylocopa violacea).

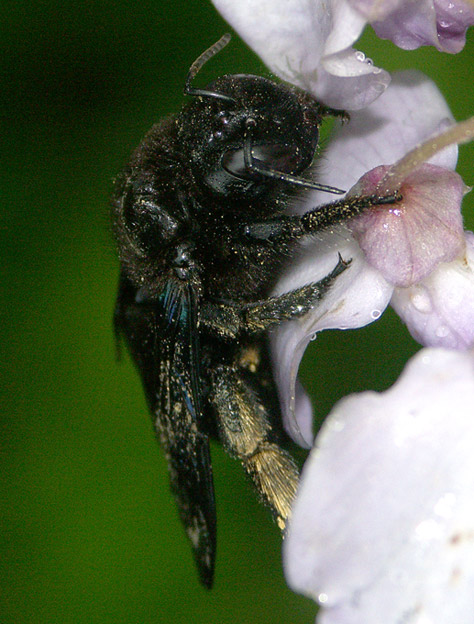
Xylocopa valga sur glycine.

La distinction ne peut se faire en vol, mais on peut facilement reconnaître les mâles de X. violacea, grâce à leurs deux avant-derniers articles antennaires orangés. Xylocopa valga est également assez commune en Europe méridionale.